# Pomerélia
Pomerélia (em alemão:  Pommerellen, em polonês/polaco:  Pomorze Nadwiślańskie, em polonês/polaco:  Pomorze Wschodnie ou em polonês/polaco:  Pomerelia) é uma região histórica no norte da Polônia. A Pomerélia ficava situada na região leste da Pomerânia no litoral sul do mar Báltico, centrada na cidade de Gdańsk na foz do rio Vístula. Sua parte é região geográfica da Pomerânia de Gdansk (em polonês/polaco:  Pomorze Gdańskie).

## História
O território está totalmente localizado na parte oriental do que historiadores gregos e romanos chamavam de "Germânia Magna", um conceito mais cultural do que etnográfico. Quando o território começou a ser chamado de Pomerânia no século XI, Pomerélia, juntamente com todo o resto da Pomerânia era habitada por tribos eslavas ocidentais e estava sob o governo do Ducado dos Polanos.

## Ducado da Pomerélia

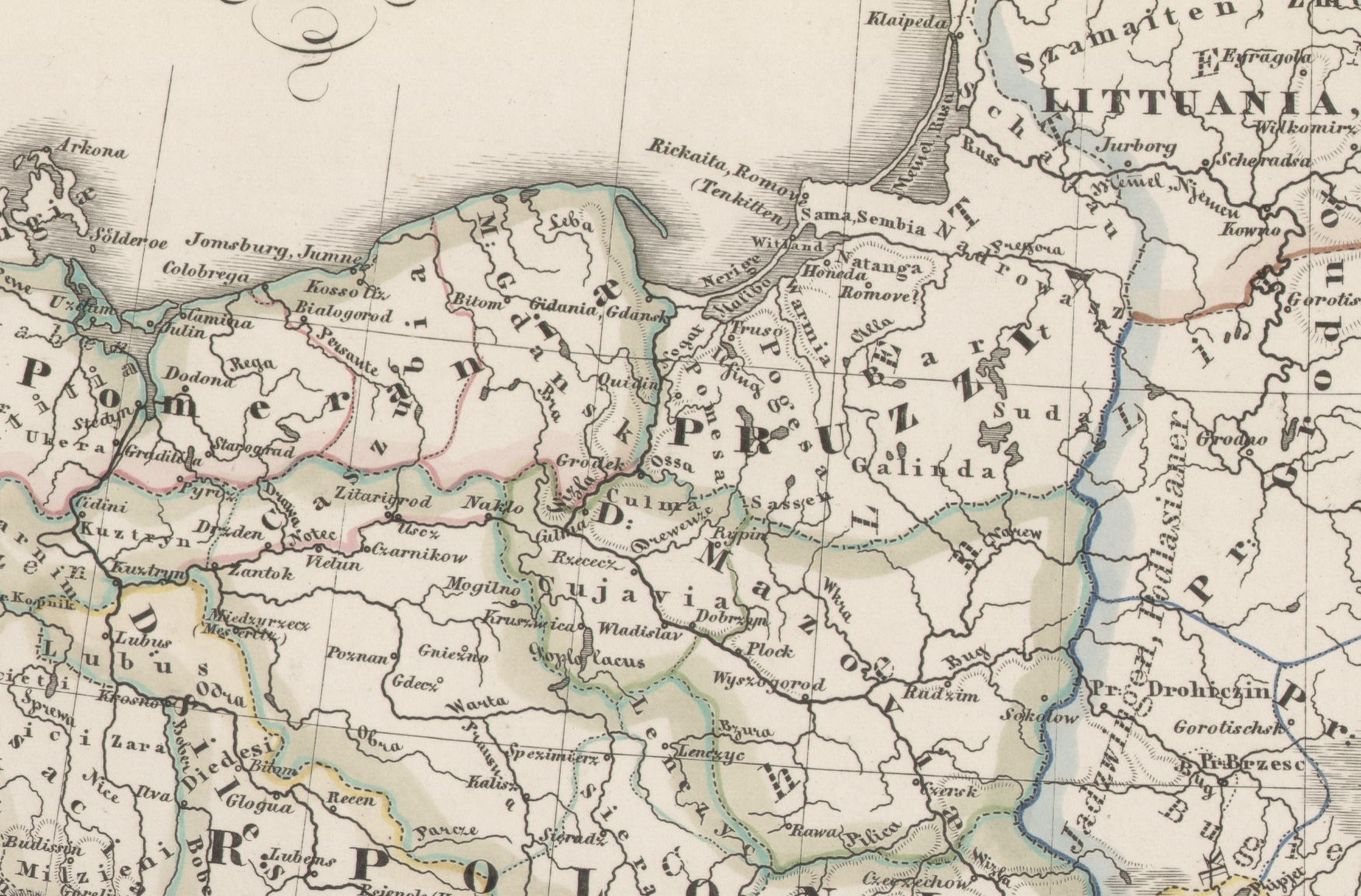
Região da Pomerélia em 1125

Em 1136, após a morte do Duque Boleslau III, a Polônia foi fragmentada em diversos principados semi-independentes. Os governantes da Pomerélia foram aos poucos ganhando mais poder, evoluindo para duques semi-independentes, contrastando com outros territórios poloneses que eram governados por descendentes de Boleslau III da dinastia Piasta. Gdańsk (Danzig) era a capital de toda uma dinastia de Duques da Pomerânia, de que se destaca: Mściwój I (1207–1220), Świętopełk II (1215–1266) e Mściwój II (1271–1294).
Os duques poloneses recuperaram a suserania no final do século XII e sob o governo do imperador Lotário e Otão de Bamberga foi introduzido o cristianismo.
Em 1181 a Pomerânia passou a ser diretamente governada pelo Sacro Império Romano-Germânico. A Pomerélia ficou sob o suseranato dinamarquês de 1210 a 1227, depois do que se tornou, de novo, independente.

## Fim da independência

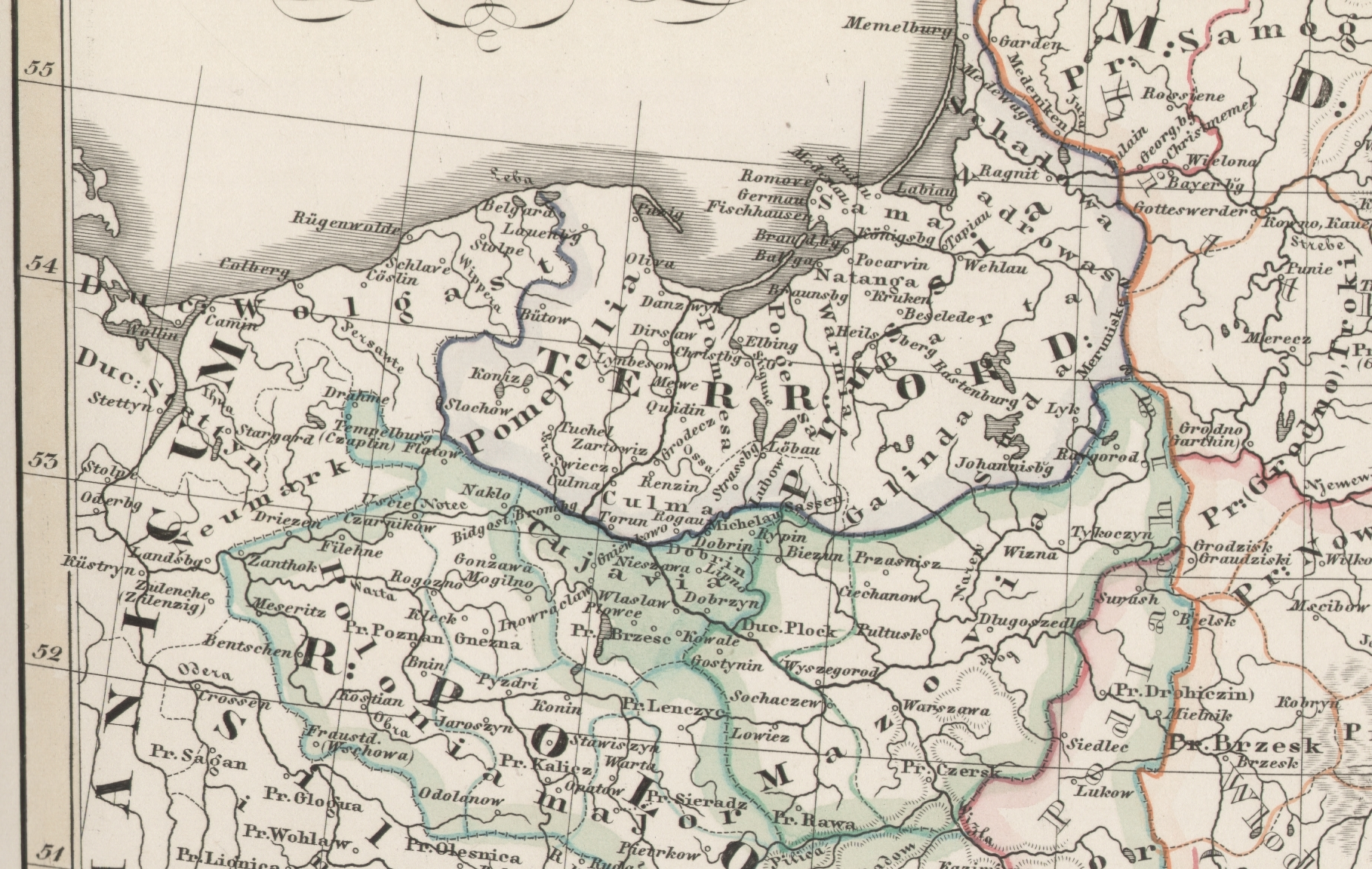
Mapa da Pomerélia, 1125 - 1386.

Em 1294 a Pomerélia se uniu ao Reino da Polônia, ao mesmo tempo em que ao rei da Boêmia imperial. Durante os conflitos de herança por Brandemburgo, que havia recebido previamente o território, mas foi contestado pela Polônia, a Pomerélia foi conquistada pelo Estado Monástico dos Cavaleiros Teutônicos e anexada à Prússia em 1309. Depois da Segunda Paz de Toruń em 1466, parte da região foi para a província da coroa polonesa da Prússia Real.
Pomerellia-Westprussia Pomerélia - Prússia Real foram politicamente anexadas ao Reino da Prússia, durante o século XVIII, por ocasião das Partições da Polônia, tornando-se parte da Província da Prússia Ocidental. Depois da Primeira Guerra Mundial, o Tratado de Versalhes transferiu parte da região da Alemanha para a Polônia (o Corredor Polonês).

## População
Alguma população da minoria nativa da Pomerélia era a de eslavos kashubianos, que falavam o dialeto kashubiano da língua pomeraniana, outros povos nativos eram os kociewiacy e os borowiacy.